# Konrad R. Müller

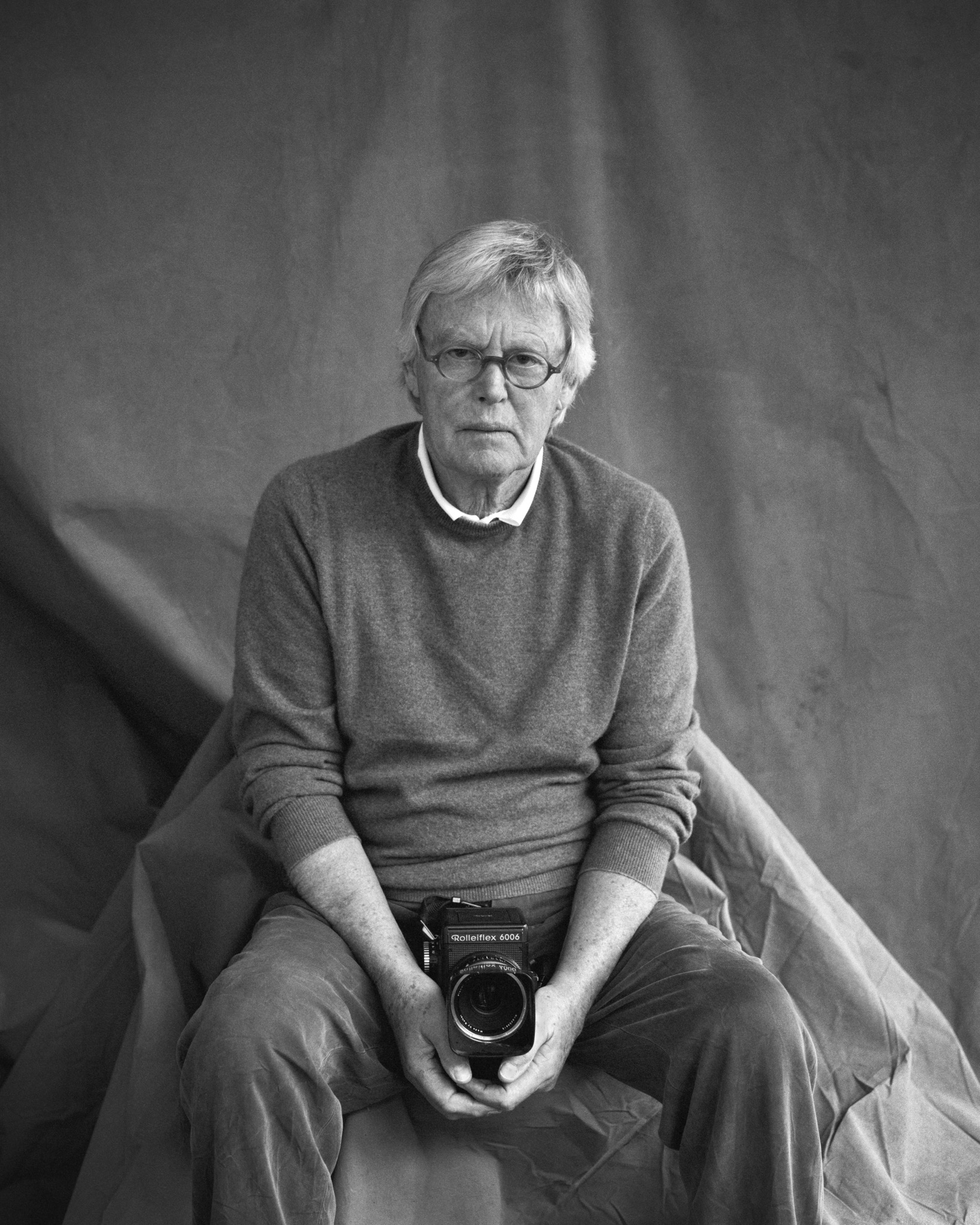
Konrad R. Müller mit seiner Rolleiflex. Januar 2016

Konrad Rufus Müller (eigentlich Konrad Reinhard Müller; * 22. März 1940 in Berlin; † 25. November 2023 in Königswinter) war ein deutscher Porträtfotograf der Nachkriegszeit. Er hat sämtliche Bundeskanzler der Bundesrepublik Deutschland fotografiert, allerdings Adenauer, Erhard und Kiesinger erst nach ihrer Amtszeit.

## Leben und Werk
Konrad R. Müllers Eltern stammten mütterlicherseits aus Thüringen, sein Vater war Tuchhändler. Er wurde als jüngerer von zwei Söhnen in Berlin geboren.
Die ersten Lebensjahre während des Zweiten Weltkrieges verbrachte er zeitweise in Ahlbeck auf der Ostseeinsel Usedom; von 1943 bis Kriegsende wurde er mit seinem Bruder und seiner Mutter in ein thüringisches Dorf nahe der hessischen Grenze verschickt. 1945 kam die Familie wieder nach Berlin. Müllers Erziehung orientierte sich an der jesuitischen Lehre; er war Ministrant in der Berliner Redemptoristengemeinde St. Alfons und Gründer einer Jugendgruppe der Jesuiten.
1957 reiste Müller erstmals nach Rom; dort lernte er einen Musiker mit Kontakten zur Kurie kennen. Dieser sorgte dafür, dass es drei Jahre später anlässlich der Silberhochzeit seiner Eltern gelang, an einer Papst-Audienz teilzunehmen. Dabei hatte Müller die Gelegenheit, sein erstes Prominenten-Foto zu schießen. Es zeigt Papst Johannes XXIII. und begleitete ihn nach eigener Aussage zeitlebens. Dazu benutzte er die Vorkriegs-Mittelformatkamera seines Vaters, eine Rolleiflex Baujahr 1935, die er im Wäscheschrank seiner Eltern fand und reparieren ließ.
Seit 1956 organisierte Müller gemeinsam mit Freunden regelmäßige private Austauschtreffen zwischen Deutschen und Franzosen. 1961 verlobte er sich in Frankreich mit Josèphe Doneau, der Tochter eines westfranzösischen Weinbauern. Es kam jedoch nicht zu einer Eheschließung. Seit Anfang der 1960er Jahre arbeitete er in Berlin für ein Kölner Reiseunternehmen.
Nach wechselvollen Schuljahren und dem Besuch einiger Privatschulen bestand Müller im Oktober 1962 die Aufnahmeprüfung an der Hochschule für Bildende Künste in Berlin und studierte dort freie Malerei bei Hans Jaenisch. Das Studium brach er jedoch bereits nach vier Monaten ab. Als Autodidakt begann er daraufhin seine Arbeit als Fotograf.
Im September 1965 reiste er von Berlin nach Bonn, wo er Konrad Adenauer – zwei Jahre nach dessen Kanzlerschaft – zum ersten Mal auf dem Bonner Münsterplatz fotografierte. Müller verehrte den ersten Kanzler der jungen Bundesrepublik sehr; er hatte Adenauer bereits mehrfach nach Pressefotos gezeichnet. Eine Begegnung mit prominenten Politikern war zu jener Zeit in Bonn relativ unkompliziert möglich. Adenauer reiste täglich mit dem Dienstwagen von seinem Privathaus in Rhöndorf in die Bundeshauptstadt. Vor der Abfahrt nach Bonn hatte Müller mehrmals die Gelegenheit, Adenauer nur in Begleitung seines Chauffeurs anzusprechen und zu fotografieren.
Rainer Barzel machte Konrad R. Müller im März 1966 während des Bundesparteitages der CDU in Bonn mit dem Altkanzler bekannt. Bis zum Tod Adenauers begegnete er ihm noch einige Male – unter anderem in Cadenabbia, seinem Urlaubsort am Comer See – und machte weitere berühmt gewordene Aufnahmen.
In den 1960er und 1970er Jahren intensivierte Müller seine Reisen an der Seite von bundesdeutschen Spitzenpolitikern. Er begleitete die Kanzler Erhard und Kiesinger, danach auch Willy Brandt auf Wahlkampfreisen im Sonderzug sowie während privater Aufenthalte im norwegischen Haus seiner Frau Rut. 1978 und 1993 veröffentlichte Konrad R. Müller Fotobücher über Willy Brandt.
Eine erste große Fotoausstellung hatte Müller in 1972 mit Porträts der Kanzler Adenauer, Erhard, Kiesinger und Brandt. Es folgten zahlreiche weitere Einzelausstellungen im In- und Ausland. Seine fotografischen Arbeiten sicherten ihm jedoch noch nicht seinen Lebensunterhalt; so machte er in Berlin Stadtrundfahrten, hielt Vorträge für Gäste des Gesamtdeutschen Instituts und betreute Jugendliche auf Reisen mit dem deutsch-französischen Jugendwerk.
Weitere Fotobücher entstanden unter anderem über die Staatspräsidenten Anwar el Sadat und François Mitterrand. Die publizistische Wahrnehmung Konrad R. Müllers Arbeit als Fotograf konzentrierte sich zunehmend auf seine Rolle als „Kanzlerfotograf“; ein Begriff, den er selbst nicht sonderlich mochte.

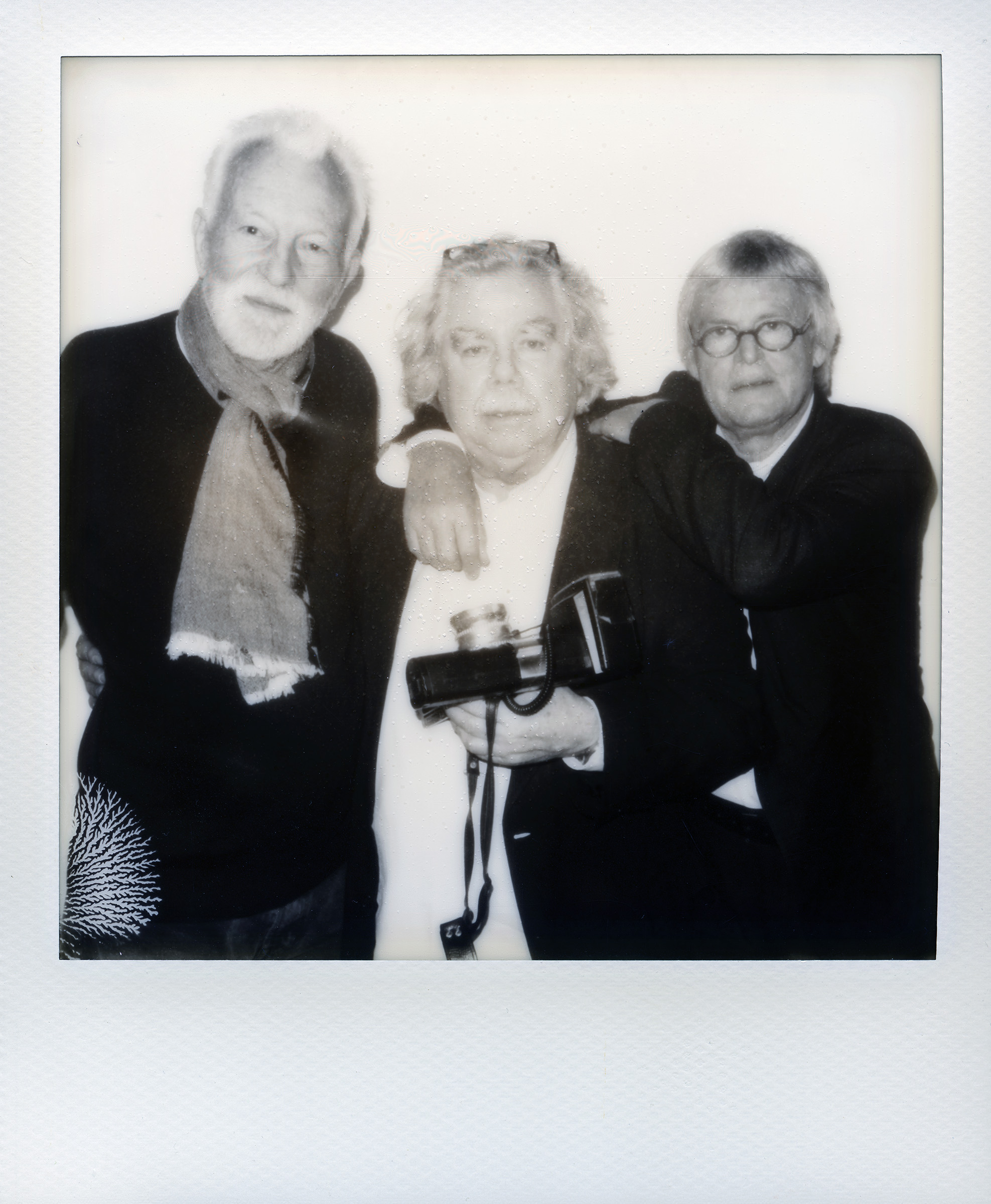
Robert Lebeck, Volker Hinz und Konrad R. Müller fotografiert von Oliver Mark, Berlin 2014

Nach Phasen der künstlerischen Beschäftigung mit Helmut Schmidt wurde Helmut Kohl ebenso über Jahre von ihm begleitet und fotografisch porträtiert. Zwei Fotobücher mit Kohls Aufnahmen wurden veröffentlicht. Im Mai 2009 entstand ein Porträt der damaligen Bundeskanzlerin Angela Merkel. Müller fotografierte während seines Lebens alle Kanzler bzw. die Kanzlerin der Bundesrepublik, zuletzt im November 2022 den amtierenden Bundeskanzler Olaf Scholz. Seine Kanzler-Galerie hängt im Deutschen Historischen Museum zu Berlin, im Haus der Geschichte der Bundesrepublik Deutschland in Bonn, im Bundeskanzleramt und im Außenministerium.
Neben einer großen Zahl von Politikerfotos hat Müller über Jahrzehnte Aufnahmen von Autoren, Musikern, Schauspielern, Bergsteigern, Einsiedlern und vielen anderen gemacht. Landschaftsaufnahmen und Reportagen für die Magazine der Süddeutschen Zeitung und der Zeit, für Stern, Profil, L’Express, und Time Magazine zeigen weitere Facetten seines Schaffens. Eine gänzlich andere thematische Arbeit Müllers zeigt Abbildungen fehlgebildeter Föten aus der Charité.
Konrad Rufus Müller war verheiratet. Er lebte und arbeitete im rheinischen Königswinter. Dort verstarb er am 25. November 2023. Sein fotografisches Vermächtnis umfasst über 2800 Bilder.

### Künstlerischer Anspruch und Technik
- „Ein Konrad R. Müller knipst nicht. Der wartet. Der sagt: Zeit ist mein Gut.“ (Die Zeit, Nr. 37, 1998)
- „Konrad Rufus Müller wollte immer der Macht nah sein und die Regierenden so fotografieren, dass hinter der offiziellen Maske auch andere Facetten zu erkennen sind: Einsamkeit, Zweifel, Nachdenklichkeit. Die Frage, ‚was macht dieses Amt mit den Menschen, die es ausüben?‘“ (Mathias Budzinski für ttt, 30. August 2009)
- Müller fotografierte seine Porträts ausschließlich in Schwarzweiß und ohne zusätzliche Beleuchtung. Er entwickelte seine analogen Aufnahmen selbst in der eigenen Dunkelkammer. Zitat: „…in Farbe gebe es ‚keine echten Müller‘. Da bin ich Mittelmaß.“ (Die Zeit, Nr. 37, 1998)
- Müller benutzte von 1960 bis 1975 ausschließlich die alte Rolleiflex aus dem Jahre 1935 und seit 1975 ein Folgemodell.

## Auszeichnungen
- 2006 wurde Konrad R. Müller mit dem Verdienstorden des Landes Nordrhein-Westfalen ausgezeichnet.

## Veröffentlichungen
- 2003: Wladimir Putin, Steidl-Verlag, Göttingen, ISBN 3-88243-942-4.
- 2000: Terra Cognita, Steidl-Verlag, Göttingen, ISBN 978-3882437560
- 1996: Kanzlerbilder, Gruner & Jahr
- 1986: Fotobuch über Konrad Adenauer (mit Texten von Golo Mann)
- 1978: Fotobuch über Willy Brandt

und circa 20 weitere Fotobücher

## Ausstellungen
- 2010: Konrad Rufus Müller. Licht Gestalten – Fotografien von 1960–2010, LVR-Landesmuseum Bonn
- 2009: Konrad Rufus Müller. Die Kanzler – von Adenauer bis Merkel, ehemaliges Postfuhramt Berlin
- 2000: Terra cognita – Die bekannte Welt, Deutsches Historisches Museum Berlin
- 1996: Kanzlerbilder, Bundeskunsthalle Bonn
- 2011:  Bruno Kreisky porträtiert von Konrad Rufus Müller
  - MAK, Kunstblättersaal, Wien

## Trivia
- Müllers Mittelname „Reinhard“ wurde durch Österreichs ehemaligen Bundeskanzler Bruno Kreisky auf „Rufus“ geändert; dies hat sich seitdem eingebürgert.
- Müller überredete den Altkanzler Kohl, sich erstmals ohne seine markante Brille ablichten zu lassen.